# パク・ソンウン
パク・ソンウン（박 성웅、1973年1月9日 - ）は、 大韓民国の俳優。
俳優のキム・ウィソンは6親等の親戚である。

## 学歴
- 忠州高等学校
- 韓国外国語大学校法学科 学士

## 出演

### 映画
- ナンバー 3（1997年） - テジュ ボディー 役
- 男物語（1998年） - セギパー21 役
- 陽が西から昇ったら（1998年） - 野球選手 役
- 反則王（2000年） - 体育社店員/ビジョンレスラー 役
- リザレクション（2002年） - システム要員2 役
- 天国からの手紙（2003年） - ギョンス 役
- チャーミング・ガール（2005年） - ジョンへの前夫 役
- 無影剣 SHADOWLESS SWORD（2005年） - マブル 役
- ミスターソクラテス（2005年） - ハンドゥ 役
- ひまわり（2006年） - チェ・ミンソク 役
- ファム･ファタール（2007年） - ホン刑事 役 ※特別出演
- スンピル失踪事件〜スンピルくんはどこだ?〜（2009年） - ウェイター 役 ※特別出演
- 白夜行 -白い闇の中を歩く-（2009年） - チャ・スンジョ 役
- ガールフレンズ（2009年） - チン・ナムビョン 役 ※友情出演
- 汝矣島（2010年） - カン・ジョンフン 役
- ヒット（2011年） - チョルス 役
- 新しき世界（2013年） - イ・ジュング 役
- 傷だらけのふたり（2014年）
- ハイヒールの男（2014年）
- 王の涙-イ・サンの決断-（2014年）
- ゴシップサイト 危険な噂（2014年）
- 皇帝のために（2015年）
- 無頼漢 渇いた罪（2015年）
- オフィス 檻の中の群狼（2015年）
- 鬼はさまよう（2015年）
- 愛を歌う花（2016年）- 平田清 役
- 華麗なるリベンジ（2016年） - ヤン・ミヌ 役
- オペレーション・クロマイト（2016年） - パク・ナムチョル 役
- スウィンダラーズ（2017年） - クァク・スンゴン 役
- メソッド（2017年） - イ・ジェハ 役
- V.I.P. 修羅の獣たち（2017年）
- 安市城 グレート・バトル（2017年） - 太宗 役
- 復讐のトリック（2018年）- 検事 役
- 僕の中のあいつ（2019年）
- 工作 黒金星と呼ばれた男（2018年）
- THE NON-STOP ノンストップ（2020年）
- ハント（2022年） - 特別出演
- ウンナム（2023年）
- 配信犯罪（2023年）

### ドラマ
- 太陽の誘惑（2002年、KBS2） - ムン・ドシク 役
- 私たちを幸せにするいくつかの質問（2007年、KBS2）
- 太王四神記（2007年、MBC） - チュムチ 役
- 幸せな女（2007年、KBS2） - チェ・ジュンシク役
- エデンの東（2008年-2009年、MBC） - ペク・ソンヒョン 役
- カインとアベル（2009年、SBS） - ヨンジの兄、オ・ガンチョル 役
- テヒ、ヘギョ、ジヒョン（2009年、MBC） - ソンウン 役
- まるごとマイ・ラブ（2010年、MBC） - ソンウン 役
- 製パン王 キム・タック（2010年、KBS2） - チョ・ジング 役
- アテナ:戦争の女神（2010年-2011年、SBS） - ジンヨン 役
- Big Hit（2011年、Eチャンネル） - ファン좌수 役
- バーディーバーディー（2011年、tvN） - チェ・ドングァン 役
- 絶頂（2011年、MBC） - カン・ムンソク 役
- 階伯（2011年、MBC） - キム・ユシン 役
- 栄光のジェイン（2011年、KBS2） - ソ・インチョル 役
- イケメンアイドル☆ビッグヒート（2011年、Eチャンネル） - ファン・ジャス 役
- カクシタル（2012年、KBS2） - トンジン 役
- 殺し屋の理髪師（2012年、KBS2） - ウジン 役
- 優雅な女（2013年、tvN） - コン・ジョンハン役
- 身分を隠せ（2015年、tvN） - チャン・ムウォン 役
- リメンバー〜記憶の彼方へ〜（2015年-2016年、SBS） - パク・ドンホ 役
- 元カレは天才詐欺師 〜38師機動隊〜（2016年、OCN）
- マン・ツー・マン～君だけのボディガード～（2017年、JTBC） - ヨ・ウングァン 役
- ウラチャチャ My Love（2018年、JTBC） - パク・ソンウン 役
- ライフ・オン・マーズ（2018年、OCN） - カン・ドンチョル 役
- 空から降る一億の星（2018年、tvN） - ユ・ジングク 役
- 悪魔が君の名前を呼ぶとき（2019年、tvN） - モ・テガン（リュ）役
- 愛の不時着（2019年-2020年、tvN） - タクシー運転手 役
- ルガール（2020年、OCN） - ファン・ドゥック 役
- スノードロップ（2021年-2022年、JTBC） - ナム・テイル 役
- 社長をロック解除（2022年-2023年、KST） - キム・ソンジュ 役
- ブラッドハウンド（2023年、Netflix） - キム・ミョンギル 役
- 国民死刑投票（2023年、SBS） - クォン・ソクジュ 役[2]